# Железнодорожный транспорт в Гонконге
Железнодорожный транспорт в Гонконге включает железнодорожную сеть под управлением MTR Corporation (MTRC), важнейшего оператора железнодорожного транспорта Гонконга. MTRС управляет Гонконгским метрополитеном и сетью пригородных поездов, соединяющей северо-восточную и северо-западную часть Новых Территорий с остальной частью Гонконга. В 2007 году MTRC была объединена с железнодорожной корпорацией Kowloon-Canton Railway (KCRC), которой владело Гонконгское правительство, в единую систему Гонконгского метрополитена.
В здании бывшей железнодорожной станции Тай-По-Маркет в районе Тай-По действует Гонконгский железнодорожный музей.